# Herbert Wiedermann
Pour les articles homonymes, voir Wiedermann.
Herbert Wiedermann, né le 1er novembre 1927 à Steindorf am Ossiacher See, est un kayakiste autrichien pratiquant la course en ligne.

## Palmarès

### Jeux olympiques de canoë-kayak course en ligne
- 1952 à Helsinki,  Finlande
  -  Médaille de bronze en K-2 1000m
- 1956 à Melbourne,  Australie
  -  Médaille de bronze en K-2 1000m [1]